# A magyar tőrvívó-csapatbajnokságok végeredményei
A magyar tőrvívó-csapatbajnokság 1914-től kerül megrendezésre (a nők részére csak 1938-tól). A bajnokságot a Magyar Vívó Szövetség írja ki és rendezi meg. Korábban általában körmérkőzéses rendszerben, esetleg két vagy több nap alatt rendezték a bajnokságokat, de az utóbbi évtizedekben már kieséses rendszerben, egy napon.
A legtöbb bajnoki címet a férfiaknál a Honvéd Tiszti VK (Tiszti VC, Honvéd Tiszti VC) és az Újpesti TE (Újpesti Dózsa), a nőknél a Bp. Honvéd nyerte, 14-14-szer, illetve 21-szer győztek.

## A bajnokságok végeredményei

### Férfiak
1914
1. Nemzeti VC, 2. MAC, 3. Kolozsvári EAC, 4. Fővárosi VC, a BBTE és a MAFC visszalépett
1925
1. MAC, 2. Tiszti VC, 3. BBTE és Nemzeti VC
1926
1. MAC, 2. Pécsi AC, 3. BBTE, 4. Tiszti VC
1927
1. MAC, 2. Tiszti VC, 3. BBTE, 4. BEAC
1928
1. MAC, 2. Tiszti VC, 3. BBTE, 4. BEAC
1929
1. Tiszti VC, 2. MAC, 3. BBTE, 4. BEAC
1930
1. Tiszti VC, 2. MAC, 3. BBTE, 4. Rendőrtiszti AC, 5. BEAC
1931
1. Honvéd Tiszti VC (volt Tiszti VC), 2. MAC, 3. Rendőrtiszti AC, 4. BEAC
1932
1. Honvéd Tiszti VC, 2. MAC, 3. BEAC, 4. BSE, 5. Rendőrtiszti AC
1933
1. Honvéd Tiszti VK (volt Honvéd Tiszti VC), 2. Rendőrtiszti AC, 3. BEAC, a MAC nem indult
1934
1. MAC, 2. Honvéd Tiszti VK, 3. BEAC, 4. Rendőrtiszti AC
1935
1. Honvéd Tiszti VK, 2. BEAC, 3. Rendőrtiszti AC, 4. MAC (a 2-4. helyért holtverseny miatt újrajátszás volt)
1936
1. Honvéd Tiszti VK, 2. Rendőrtiszti AC, 3. BEAC, 4. MAC 5. Ludovika Akadémia SE
1937
1. Honvéd Tiszti VK, 2. BEAC, 3. Újpesti TE, 4. Rendőrtiszti AC, 5. BSE
1938
1. Honvéd Tiszti VK, 2. BEAC, 3. MAC, 4. Rendőrtiszti AC, indult még: BSE, Postás SE
1939
1. Honvéd Tiszti VK, 2. MAC, 3. Újpesti TE, 4. BSE
1940
1. Honvéd Tiszti VK, 2. MAC, 3. BEAC, 4. Újpesti TE, indult még: Postás SE, BSE
1941
1. Honvéd Tiszti VK, 2. MAC, 3. BEAC, 4. BBTE, 5. Postás SE, 6. BSE
1942
1. Honvéd Tiszti VK, 2. MAC, 3. BEAC, 4. BBTE
1943
1. MAC, 2. Honvéd Tiszti VK, 3. BBTE, 4. BEAC
1944
1. Honvéd Tiszti VK, 2. BBTE, 3. MAC, 4. BEAC, 5. MAFC
1946
1. Barátság VE, 2. Toldi Miklós SE, 3. Közalkalmazottak SE, 4. BEAC, indult még: BSE, MAFC, Ganz TE
1947
1. Csepeli MTK, 2. Közalkalmazottak SE, 3. BEAC, 4. Barátság VE
1948
1. Vasas SC (volt Barátság VE), 2. Csepeli MTK, 3. Hitelbank SE, 4. Közalkalmazottak SE, indult még: Ganz TE, Kecskeméti AC, Postás SE
1949
1. Csepeli MTK, 2. Vasas SC, 3. Újpesti TE, 4. Postás SE, indult még: Tudományegyetem MEFESZ (volt BEAC), Közalkalmazottak SE, Ganz TE
1950
1. Csepeli MTK, 2. Bp. Vasas (volt Vasas SC), 3. Bp. Honvéd, 4. Bp. Lokomotív, indult még: Bp. Dózsa (volt Újpesti TE), Bp. Postás (volt Postás SE), Közalkalmazottak SE, Ganz TE, Tudományegyetem MEFESZ
1951
A bajnokságot átszervezték, nem egyesületek, hanem területi csapatok indultak. Budapestet több csapat is képviselte, melyek a budapesti csapatbajnokság helyezettjei voltak.
1. Budapest I. (Bp. Vasas), 2. Budapest III. (Bp. Honvéd), 3. Budapest IV. (Bp. Petőfi – volt Közalkalmazottak SE), 4. Budapest II. (Csepeli Vasas – volt Csepeli MTK), indult még: Borsod-Abaúj-Zemplén megye, Csongrád megye
1952
Ebben az évben szakszervezeti csapatok indultak a bajnokságban.
1. SZOT I., 2. Honvéd SE, 3. SZOT II., 4. Haladás SE, indult még: Dózsa SE, SZOT III., SZOT IV.
1953
Ebben az évben ismét területi csapatok indultak a bajnokságban.
1. Budapest I. (Bp. Vasas), 2. Budapest II. (Bp. Petőfi Tervhivatal – volt Bp. Petőfi), 3. Budapest III. (Bp. Honvéd), 4. Budapest IV. (Bp. Dózsa), indult még: Fejér–Veszprém megye, Borsod-Abaúj-Zemplén megye, Bács-Kiskun–Szolnok megye, Vas–Győr-Sopron megye, Hajdú-Bihar megye, Baranya megye, Csongrád megye
1954
Ebben az évben ismét szakszervezeti csapatok indultak a bajnokságban.
1. Vörös Meteor SE, 2. Vasas SE, 3. Honvéd SE, 4. Dózsa SE, indult még: Lokomotív SE, Szikra SE, Haladás SE, Építők SE
1955
Ebben az évben újra területi csapatok indultak a bajnokságban.
1. Budapest II. (Bp. Vasas), 2. Budapest I. (Bp. Haladás), 3. Budapest IV. (Bp. Törekvés – volt Bp. Lokomotív), 4. Budapest III. (Bp. Vörös Meteor), indult még: Győr-Sopron megye, Szolnok megye, Borsod-Abaúj-Zemplén megye, Baranya megye, Csongrád megye
1956
Ebben az évben újra szakszervezeti csapatok indultak a bajnokságban.
1. Vasas SE, 2. Honvéd SE, 3. Haladás SE, 4. Törekvés SE, 5. Dózsa SE, 6. Vörös Meteor SE, az Építők SE nem indulhatott
1957
Ettől az évtől ismét egyesületek indultak a bajnokságban.
1. BVSC (volt Bp. Törekvés), 2. Vasas SC (volt Bp. Vasas), 3. Bp. Honvéd, 4. Csepel SC (volt Csepeli Vasas), 5. Bp. Vörös Meteor és Szolnoki MÁV, 7. Elektromos SE és OSC
1958
1. BVSC, 2. Bp. Honvéd, 3. Bp. Vörös Meteor, 4. Vasas SC, 5. Elektromos SE és OSC, 7. Csepel SC, 8. Szolnoki MÁV
1959
1. BVSC, 2. Bp. Honvéd, 3. Bp. Vörös Meteor, 4. Csepel SC, 5. OSC és Vasas SC, 7. Elektromos SE, 8. Betonútépítők SC
1960
1. BVSC, 2. Bp. Honvéd, 3. OSC, 4. Bp. Vörös Meteor, 5. Csepel SC és Szolnoki MÁV, 7. Elektromos SE, 8. Vasas SC
1961
1. OSC, 2. BVSC, 3. Újpesti Dózsa (volt Bp. Dózsa), 4. Bp. Honvéd, 5. Bp. Vörös Meteor és Csepel SC, 7. Elektromos SE, 8. Szolnoki MÁV
1962
1. Újpesti Dózsa, 2. BVSC, 3. OSC, 4. Bp. Honvéd, indult még: Csepel SC, Elektromos SE, Vasas SC, a Bp. Vörös Meteor visszalépett
1963
1. OSC, 2. BVSC, 3. Újpesti Dózsa, 4. Elektromos SE, indult még: Bp. Petőfi, Vasas SC, Bp. Honvéd, a Csepel SC nem indult el
1964
1. BVSC, 2. Újpesti Dózsa, 3. OSC, 4. Bp. Vörös Meteor, 5. Bp. Honvéd és Elektromos SE, 7. Vasas SC, 8. Bp. Petőfi
1965
1. Újpesti Dózsa, 2. BVSC, 3. Bp. Vörös Meteor, 4. Bp. Honvéd, 5. OSC, 6. Elektromos SE, 7. Vasas SC, 8. Veszprémi Haladás
1966
1. Újpesti Dózsa, 2. BVSC, 3. Bp. Honvéd, 4. Elektromos SE, 5. OSC és Bp. Vörös Meteor, 7. Vasas SC, 8. Csepel SC
1967
1. Újpesti Dózsa, 2. Bp. Vörös Meteor, 3. BVSC, 4. Bp. Honvéd, 5. OSC, 6. Elektromos SE, 7. Vasas SC, 8. Veszprémi Vegyész
1968
1. Újpesti Dózsa, 2. BVSC, 3. Vasas SC, 4. OSC, 5. Bp. Honvéd, 6. Bp. Vörös Meteor, 7. Elektromos SE, 8. Diósgyőri VTK
1969
1. BVSC, 2. Újpesti Dózsa, 3. Bp. Honvéd, 4. Bp. Vörös Meteor, 5. Vasas SC, 6. OSC, 7. Szolnoki MÁV, az Elektromos SE visszalépett
1970
1. Újpesti Dózsa, 2. BVSC, 3. Bp. Honvéd, 4. Vasas SC, 5. OSC, 6. Szolnoki MÁV, 7. Bp. Vörös Meteor, 8. Bakony Vegyész (volt Veszprémi Vegyész)
1971
1. BVSC, 2. Újpesti Dózsa, 3. Bp. Honvéd, 4. VM Egyetértés (volt Bp. Vörös Meteor), 5. OSC, 6. Vasas SC, 7. Szolnoki MÁV, 8. Haladás VSE
1972
1. BVSC, 2. Bp. Honvéd, 3. Újpesti Dózsa, 4. VM Egyetértés, 5. Vasas SC, 6. Szolnoki MÁV, 7. OSC, 8. Pécsi EAC
1973
1. Újpesti Dózsa, 2. BVSC, 3. VM Egyetértés, 4. Bp. Honvéd, 5. Vasas SC, 6. BSE (volt Bp. Petőfi), 7. OSC, 8. Szolnoki MÁV
1974
1. Újpesti Dózsa, 2. VM Egyetértés, 3. Vasas SC, 4. BVSC, 5. Bp. Honvéd, 6. OSC, 7. BSE, 8. Bakony Vegyész
1975
1. Újpesti Dózsa, 2. BVSC, 3. MTK-VM (volt MTK és VM Egyetértés), 4. Vasas SC, 5. Bp. Honvéd, 6. Haladás VSE, 7. BSE, 8. OSC
1976
1. Újpesti Dózsa, 2. Bp. Honvéd, 3. BVSC, 4. Vasas SC, 5. MTK-VM, 6. Haladás VSE, 7. BSE, 8. Szolnoki MÁV
1977
1. Bp. Honvéd, 2. BVSC, 3. Újpesti Dózsa, 4. Vasas SC, 5. MTK-VM, 6. Haladás VSE, 7. BSE, 8. OSC
1978
1. Bp. Honvéd, 2. Újpesti Dózsa, 3. Vasas SC, 4. MTK-VM, 5. BVSC, 6. Haladás VSE, 7. BSE, 8. Universitas Pécsi EAC
1979
1. Újpesti Dózsa, 2. Vasas SC, 3. Haladás VSE, 4. Bp. Honvéd, 5. MTK-VM, 6. BVSC, 7. Csepel SC, 8. BSE
1980
1. Bp. Honvéd, 2. MTK-VM, 3. Újpesti Dózsa, 4. BVSC, 5. Haladás VSE, 6. OSC, 7. Vasas SC, 8. Csepel SC
1981
1. Bp. Honvéd, 2. Újpesti Dózsa, 3. Vasas SC, 4. BVSC, 5. MTK-VM, 6. OSC, 7. Haladás VSE, 8. Universitas Pécsi EAC
1982
1. Bp. Honvéd, 2. Újpesti Dózsa, 3. Vasas SC, 4. MTK-VM, 5. Csepel SC, 6. OSC, 7. BVSC, 8. Haladás VSE
1983
1. Bp. Honvéd, 2. Újpesti Dózsa, 3. BVSC, 4. MTK-VM, 5. Csepel SC, 6. OSC, 7. Vasas SC, 8. Salgótarjáni TC
1984
1. Újpesti Dózsa, 2. Bp. Honvéd, 3. BVSC, 4. OSC, 5. Vasas SC, 6. Haladás VSE, 7. MTK-VM, 8. Csepel SC, 9. Salgótarjáni Kohász (volt Salgótarjáni TC), 10. Szolnoki MÁV MTE (volt Szolnoki MÁV), 11. Bakony Vegyész, 12. Békéscsabai Előre Spartacus
1985
1. Újpesti Dózsa, 2. MTK-VM, 3. Bp. Honvéd, 4. Csepel SC, 5. BVSC, 6. Vasas SC, 7. OSC, 8. Haladás VSE, 9. Diósgyőri VTK, 10. Szolnoki MÁV MTE, 11. Universitas Pécsi EAC, 12. Salgótarjáni Kohász
1986
1. Újpesti Dózsa, 2. Csepel SC, 3. MTK-VM, 4. Bp. Honvéd, 5. Vasas SC, 6. OSC, 7. BVSC, 8. Haladás VSE, 9. Békéscsabai Előre Spartacus, 10. Szolnoki MÁV MTE, 11. Diósgyőri VTK, 12. Tatabányai Bányász
1987
1. Bp. Honvéd, 2. Csepel SC, 3. Újpesti Dózsa, 4. Vasas SC, 5. MTK-VM, 6. BVSC, 7. OSC, 8. Békéscsabai Előre Spartacus, 9. Haladás VSE, 10. Szolnoki MÁV MTE, 11. Universitas Pécsi EAC, 12. Debreceni MVSC
1988
1. BVSC, 2. Vasas SC, 3. MTK-VM, 4. Bp. Honvéd, 5. Csepel SC, 6. Haladás VSE, 7. Hungária SE, 8. Salgótarjáni Kohász, 9. Újpesti Dózsa, 10. OSC, 11. Békéscsabai Előre Spartacus és Szolnoki MÁV MTE
1989
1. BVSC, 2. Vasas SC, 3. Csepel SC, 4. Bp. Honvéd, 5. MTK-VM, 6. Újpesti Dózsa, 7. Salgótarjáni Kohász, 8. Haladás VSE, 9. OSC, 10. Hungária SE, 11. Diósgyőri VTK, 12. Universitas Pécsi EAC
1990
1. Csepel SC, 2. Vasas SC, 3. Bp. Honvéd, 4. MTK-VM, 5. BVSC, 6. Újpesti Dózsa, 7. Békéscsabai Előre Spartacus, 8. Székesfehérvári Ikarus SE, 9. Salgótarjáni Kohász, 10. Haladás VSE, 11. OSC
1991
1. Vasas SC, 2. BVSC, 3. Csepel SC, 4. MTK (volt MTK-VM), 5. Újpesti TE (volt Újpesti Dózsa), 6. Bp. Honvéd, 7. Viktória VE (volt Salgótarjáni Kohász), 8. Békéscsabai Előre VE (volt Békéscsabai Előre Spartacus), 9. Szolnoki MÁV MTE, 10. Pécsi EAC, 11. Székesfehérvári Ikarus SE
1992
1. Vasas SC, 2. MTK, 3. Csepel SC, 4. Bp. Honvéd, 5. Újpesti TE, 6. Békéscsabai Előre VE, 7. Veszprém-Dózsavárosi DSE, 8. BVSC
1993
1. BVSC, 2. Csepel SC, 3. MTK, 4. Vasas SC, 5. Viktória VE, 6. Újpesti TE, 7. Békéscsabai Előre VE, 8. Veszprém-Dózsavárosi DSE, 9. OSC, 10. Pécsi EAC, 11. Bp. Honvéd, 12. Székesfehérvári Ikarus SE, 13. MÁV Nagykanizsai TE, 14. MEDOSZ Erdért SE, 15. Gyulai SE, 16. Szentendrei VE
1994
1. Vasas SC, 2. BVSC, 3. MTK, 4. Csepel SC, 5. Veszprém-Dózsavárosi DSE, 6. Viktória VE, 7. Újpesti TE, 8. Bp. Honvéd, 9. Várpalotai Bányász, 10. OSC, 11. Békéscsabai Előre VE, 12. Gödöllői EAC, 13. Aranygolyó FC, 14. Pécsi EAC, 15. Székesfehérvári Ikarus SE, 16. MÁV Nagykanizsai TE
1995
1. MTK, 2. Csepel SC, 3. Vasas SC, 4. BVSC, 5. OSC, 6. Újpesti TE, 7. Bp. Honvéd, 8. MÁV Nagykanizsai TE, 9. Pécsi EAC, 10. Veszprém-Dózsavárosi DSE, 11. Székesfehérvári Ikarus SE, 12. Veszprémi Egyetem SC, 13. Aranygolyó FC
1996
1. BVSC, 2. Vasas SC, 3. MTK, 4. Újpesti TE, 5. Csepel SC, 6. OSC, 7. Bp. Honvéd, 8. MÁV Nagykanizsai TE
1997
1. BVSC, 2. Vasas SC, 3. MTK, 4. Újpesti TE, 5. Veszprém-Dózsavárosi DSE, 6. MÁV Nagykanizsai TE, 7. OSC, 8. Aranygolyó FC
1998
1. MTK, 2. Vasas SC, 3. BVSC, 4. Újpesti TE, 5. Veszprém-Dózsavárosi DSE, 6. OSC, 7. MÁV Nagykanizsai TE, 8. Zalaegerszegi VE
1999
1. Vasas SC, 2. Törekvés SE, 3. MTK, 4. BVSC, 5. Újpesti TE, 6. OSC
2000
1. MTK, 2. Vasas SC, 3. Törekvés SE, 4. BVSC, 5. Újpesti TE, 6. MÁV Nagykanizsai TE, 7. Csata DSE, 8. Csepel SC
2001
1. MTK, 2. Vasas SC, 3. Törekvés SE, 4. Újpesti TE, 5. Csata DSE-Csepel SC, 6. MÁV Nagykanizsai TE
2002
1. MTK, 2. Törekvés SE, 3. Csata DSE-Csepel SC, 4. Vasas SC, 5. Újpesti TE, 6. BVSC
2003
1. Csata DSE-Csepel SC, 2. MTK, 3. Törekvés SE, 4. Újpesti TE, 5. Vasas SC, 6. Gödöllői EAC
2004
1. Törekvés SE, 2. Vasas SC, 3. MTK, 4. Csata DSE-Csepel SC, 5. MÁV Nagykanizsai TE, 6. Újpesti TE
2005
1. Csata DSE, 2. – (az MTK sportszerűtlenség miatt kizárva), 3. Újpesti TE, 4. Törekvés SE, 5. Gödöllői EAC, 6. Zalaegerszegi VE
2006
1. Csata DSE, 2. MTK, 3. Bp. Honvéd, 4. Törekvés SE, 5. Gödöllői EAC, 6. Újpesti TE
2007
1. Csata DSE, 2. MTK, 3. Törekvés SE, 4. MTK II., 5. Csata DSE II., 6. Gödöllői EAC, 7. MÁV Nagykanizsai TE, 8. Újpesti TE, 9. Szegedi VE, 10. Bocskai, 11. Hódmezővásárhelyi Csomorkány SE, 12. Veszprém-Dózsavárosi DSE, 13. Gödöllői EAC II., 14. Szombathelyi Vívóakadémia SE
2008
1. MTK, 2. Csata DSE, 3. MTK II., 4. Újpesti TE, 5. Törekvés SE, 6. Gödöllői EAC, 7. Zalaegerszegi VE, 8. MÁV Nagykanizsai TE, 9. Békéscsabai Karácsonyi Lajos VE, 10. Szombathelyi Vívóakadémia SE
2009
1. Csata DSE, 2. MTK, 3. MTK II., 4. Törekvés SE, 5. Újpesti TE, 6. Csata DSE II., 7. Hiperaktív SE, 8. Zalaegerszegi VE, 9. Kecskeméti RVSE
2010
1. MTK, 2. Csata DSE, 3. Újpesti TE, 4. Törekvés SE, 5. Csata DSE III., 6. MTK II., 7. Csata DSE II., 8. Zalaegerszegi VE, 9. Újpesti TE II., 10. Hódmezővásárhelyi Csomorkány SE, 11. MTK III., 12. Törekvés SE II.
2011
1. MTK, 2. Bp. Honvéd, 3. Törekvés SE, 4. Újpesti TE, 5. Bp. Honvéd II., 6. MTK II., 7. MTK III., 8. Újpesti TE II., 9. Szegedi Tudományegyetem VK, 10. Zalaegerszegi VE
2012
1. MTK, 2. Törekvés SE, 3. Építők SC, 4. Bp. Honvéd, 5. Budakalászi VSE, 6. Építők SC II., 7. Bp. Honvéd II., 8. Újpesti TE, 9. Terézvárosi DVE
2013
1. Építők SC, 2. Törekvés SE, 3. Újpesti TE, 4. MTK, 5. Bp. Honvéd, 6. Budakalászi VSE, 7. Terézvárosi DVE, 8. Építők SC II., 9. Szegedi Tudományegyetem VK, 10. Hódmezővásárhelyi Csomorkány SE, 11. Újpesti TE II.
2014
1. Építők SC, 2. Törekvés SE, 3. Bp. Honvéd, 4. MTK, 5. Újpesti TE, 6. Budakalászi VSE, 7. Bp. Honvéd II., 8. Terézvárosi DVE, 9. MTK II., 10. Újpesti TE II., 11. Szegedi Tudományegyetem VK, 12. Hódmezővásárhelyi Csomorkány SE, 13. Szigetszentmiklósi TE, 14. Terézvárosi DVE II.
2015
1. Törekvés SE, 2. Újpesti TE, 3. Építők SC, 4. Bp. Honvéd, 5. MTK, 6. Zalaegerszegi VE, 7. Budakalászi VSE, 8. Újpesti TE II., 9. Szegedi Tudományegyetem VK, 10. Hódmezővásárhelyi Csomorkány SE, 11. Bp. Honvéd II., 12. Terézvárosi DVE, 13. Budavári VE, 14. Hódmezővásárhelyi Csomorkány SE II., 15. Törekvés SE II.
2016
1. Építők SC, 2. Budakalászi VSE, 3. Törekvés SE, 4. MTK, 5. Újpesti TE, 6. Bp. Honvéd, 7. Törekvés SE II., 8. Terézvárosi DVE, 9. Zalaegerszegi VE, 10. Újpesti TE II., 11. Budakalászi VSE II., 12. Hódmezővásárhelyi Csomorkány SE, 13. Szegedi Tudományegyetem VK, 14. Hódmezővásárhelyi Csomorkány SE II., 15. Budavári VE, 16. Nemzeti Közszolgálati Egyetem SE, 17. Terézvárosi DVE II.
2017
1. Ferencvárosi TC, 2. Újpesti TE, 3. Törekvés SE, 4. Bp. Honvéd, 5. Ferencvárosi TC II., 6. Budakalászi VSE, 7. Bp. Honvéd II., 8. Törekvés SE II., 9. Újpesti TE II., 10. Zalaegerszegi VE, 11. MTK, 12. Budakalászi VSE II., 13. Szegedi Tudományegyetem VK, 14. Zalaegerszegi VE II., 15. Terézvárosi DVE
2018
1. Törekvés SE, 2. Ferencvárosi TC, 3. Bp. Honvéd, 4. Újpesti TE, 5. Budakalászi VSE, 6. Törekvés SE II., 7. Bp. Honvéd II., 8. Újpesti TE II., 9. Budakalászi VSE II., 10. Ferencvárosi TC II., 11. MTK, 12. Belvárosi VSE, 13. Terézvárosi DVE
2019
1. Törekvés SE, 2. Újpesti TE, 3. Ferencvárosi TC, 4. Bp. Honvéd, 5. Törekvés SE II., 6. Budakalászi VSE, 7. MTK, 8. Ferencvárosi TC II., 9. Tus SBNK, 10. Bp. Honvéd II., 11. Budakalászi VSE II., 12. Belvárosi VSE, 13. Zalaegerszegi VE, 14. Bencés DSE, 15. Terézvárosi DVE, 16. MAFC
2020
1. Törekvés SE, 2. Újpesti TE, 3. Bp. Honvéd, 4. Ferencvárosi TC, 5. Budakalászi VSE, 6. Ferencvárosi TC II., 7. Törekvés SE II., 8. Tus SBNK, 9. Bp. Honvéd II., 10. Újpesti TE II., 11. Halásztelki BSE, 12. Szegedi Tudományegyetem VK, 13. MAFC, 14. Terézvárosi DVE
2021
1. Törekvés SE, 2. Ferencvárosi TC, 3. Zalaegerszegi VE, 4. Ludovika SE, 5. Budakalászi VSE, 6. Bp. Honvéd, 7. Szigetszentmiklósi TE, 8. Újpesti TE, 9. Ferencvárosi TC II., 10. Ludovika SE II., 11. Szegedi Tudományegyetem VK, 12. Tus SBNK, 13. Törekvés SE II., 14. Bp. Honvéd II., 15. MAFC, 16. Zalaegerszegi VE II., 17. Belvárosi VSE, 18. Szegedi Tudományegyetem VK II., 19. Terézvárosi DVE
2022
1. Törekvés SE, 2. Ferencvárosi TC, 3. Ludovika SE, 4. Bp. Honvéd, 5. Törekvés SE II., 6. Zalaegerszegi VE, 7. Bp. Honvéd II., 8. Ferencvárosi TC II., 9. Ludovika SE II., 10. Budakalászi VSE, 11. Újpesti TE, 12. Szegedi Tudományegyetem VK, 13. Tus SBNK, 14. MAFC, 15. Terézvárosi DVE
2024
1. Törekvés SE, 2. Bp. Honvéd, 3. Ferencvárosi TC, 4. Ludovika SE, 5. Budakalászi VSE, 6. Ludovika SE II., 7. Bp. Honvéd II., 8. Zalaegerszegi VE, 9. Újpesti TE, 10. Ferencvárosi TC II., 11. Szegedi Tudományegyetem VK, 12. MAFC és Terézvárosi DVE

### Nők
1938
1. Detektív AC, 2. Spárta AC, 3. MAC, 4. BBTE, 5. MUE és BEAC
1939
1. Detektív AC, 2. BBTE, 3. Postás SE, 4. MAC, 5. Spárta AC és Újpesti TE
1940
1. Honvéd Tiszti VK, 2. Újpesti TE, 3. BBTE, 4. Spárta AC, 5. Detektív AC, 6. Postás SE
1941
1. BBTE, 2. Honvéd Tiszti VK, 3. Postás SE, 4. WMTK Csepel, 5. Detektív AC
1942
1. BBTE, 2. BEAC, 3. Postás SE, 4. Magyar Posztó SE, 5. Detektív AC
1943
1. Honvéd Tiszti VK, 2. BBTE, 3. BEAC, 4. Postás SE, indult még: Magyar Pamut SC, Detektív AC, WMTK Csepel
1944
1. Honvéd Tiszti VK, 2. BBTE, 3. MAFC, 4. BEAC, indult még: TFSE, Futura TE, Detektív AC, MÁV Előre
1946
1. Közalkalmazottak SE, 2. Toldi Miklós SE, 3. Barátság VE, 4. Miskolci Toldi, 5. BEAC
1947
1. Csepeli MTK (volt WMTK Csepel), 2. Barátság VE, 3. Közalkalmazottak SE, 4. Ferencvárosi TC, 5. BEAC
1948
1. Barátság VE, 2. Csepeli MTK, 3. Postás SE, 4. BEAC, 5. Szegedi Postás
1949
1. MNDSZ Atalante SE, 2. Postás SE, 3. Csepeli MTK, 4. Közalkalmazottak SE
1950
1. Bp. Lokomotív, 2. Csepeli MTK, 3. Postás SE, 4. Újpesti TE, 5. Közalkalmazottak SE és Ganz TE
1951
A bajnokságot átszervezték, nem egyesületek, hanem területi csapatok indultak. Budapestet több csapat is képviselte, melyek a budapesti csapatbajnokság helyezettjei voltak.
1. Budapest II. (Bp. Petőfi – volt Közalkalmazottak SE), 2. Budapest III. (Bp. Lokomotív), 3. Budapest IV. (Bp. Haladás – volt BEAC), 4. Budapest I. (Bp. Honvéd), indult még: Csongrád megye, Győr-Sopron megye, Borsod-Abaúj-Zemplén megye
1952
Ebben az évben szakszervezeti csapatok indultak a bajnokságban.
1. SZOT I., 2. SZOT II., 3. Dózsa SE, 4. Honvéd SE, indult még: Haladás SE, SZOT III., SZOT IV.
1953
Ebben az évben ismét területi csapatok indultak a bajnokságban.
1. Budapest III. (Bp. Petőfi Tervhivatal – volt Bp. Petőfi), 2. Budapest I. (Bp. Lokomotív), 3. Budapest II. (Bp. Honvéd), 4. Budapest IV. (Bp. Dózsa – volt Újpesti TE), indult még: Borsod-Abaúj-Zemplén megye, Csongrád megye, Vas–Győr-Sopron megye, Nógrád–Heves megye, Baranya megye, Hajdú-Bihar megye, Fejér–Veszprém megye
1954
Ebben az évben ismét szakszervezeti csapatok indultak a bajnokságban.
1. Honvéd SE, 2. Petőfi SE, 3. Lokomotív SE, 4. Haladás SE, indult még: Vörös Meteor SE, Vasas SE, Dózsa SE
1955
Ebben az évben újra területi csapatok indultak a bajnokságban.
1. Budapest II. (Bp. Törekvés – volt Bp. Lokomotív), 2. Budapest I. (Bp. Honvéd), 3. Budapest III. (Bp. Vasas), 4. Csongrád megye, indult még: Budapest IV. (Bp. Bástya – volt Bp. Petőfi Tervhivatal), Borsod-Abaúj-Zemplén megye, Baranya megye, Győr-Sopron megye, Szolnok megye
1956
Ebben az évben újra szakszervezeti csapatok indultak a bajnokságban.
1. Törekvés SE, 2. Honvéd SE, 3. Vasas SE, 4. Haladás SE, 5. Vörös Meteor SE, 6. Dózsa SE
1957
Ettől az évtől ismét egyesületek indultak a bajnokságban.
1. Bp. Honvéd, 2. BVSC (volt Bp. Törekvés), 3. Elektromos SE, 4. OSC, 5. Csepel SC (volt Csepeli MTK) és Székesfehérvári Vasas
1958
1. BVSC, 2. OSC, 3. Bp. Honvéd, 4. Csepel SC, 5. Elektromos SE és Bp. Vörös Meteor
1959
1. BVSC, 2. Bp. Honvéd, 3. OSC, 4. Csepel SC, 5. Elektromos SE, 6. Vasas SC (volt Bp. Vasas)
1960
1. BVSC, 2. OSC, 3. Bp. Honvéd, 4. Csepel SC, indult még: Vasas SC, Elektromos SE, Bp. MEDOSZ< ref name="NS60" />
1961
1. Újpesti Dózsa (volt Bp. Dózsa), 2. BVSC, 3. OSC, 4. Bp. Honvéd, indult még: Csepel SC, Vasas SC, Elektromos SE, a Bp. MEDOSZ nem indulhatott, mert csak 3 fővel jelent meg
1962
1. OSC, 2. Újpesti Dózsa, 3. BVSC, 4. Bp. Honvéd, 5. Csepel SC és Bp. Vörös Meteor, 7. Elektromos SE, 8. Vasas SC
1963
1. Újpesti Dózsa, 2. OSC, 3. BVSC, 4. Bp. Vörös Meteor, indult még: Bp. Petőfi (volt Bp. Bástya), Elektromos SE, Bp. Honvéd, a Csepel SC nem indult el
1964
1. BVSC, 2. Újpesti Dózsa, 3. OSC, 4. Bp. Vörös Meteor, 5. Vasas SC és Bp. Honvéd, 7. Elektromos SE, 8. Bp. Petőfi
1965
1. Újpesti Dózsa, 2. OSC, 3. Bp. Honvéd, 4. Bp. Vörös Meteor, 5. BVSC, 6. MTK, 7. Elektromos SE, 8. Vasas SC
1966
1. Újpesti Dózsa, 2. OSC, 3. Bp. Vörös Meteor, 4. BVSC, 5. Diósgyőri VTK és Bp. Honvéd, 7. MTK, 8. Elektromos SE
1967
1. Újpesti Dózsa, 2. Bp. Vörös Meteor, 3. OSC, 4. BVSC, 5. Bp. Honvéd, 6. MTK, 7. Vasas SC, 8. Diósgyőri VTK
1968
1. BVSC, 2. Újpesti Dózsa, 3. Bp. Vörös Meteor, 4. OSC, 5. Bp. Honvéd, 6. Vasas SC, 7. Elektromos SE, az MTK nem jelent meg
1969
1. Újpesti Dózsa, 2. Bp. Vörös Meteor, 3. Bp. Honvéd, 4. BVSC, 5. OSC, 6. Szolnoki MÁV, 7. Vasas SC, az Elektromos SE visszalépett
1970
1. Újpesti Dózsa, 2. Bp. Vörös Meteor, 3. BVSC, 4. Bp. Honvéd, 5. OSC, 6. Bakony Vegyész, 7. Szolnoki MÁV, a Vasas SC visszalépett
1971
1. Újpesti Dózsa, 2. BVSC, 3. VM Egyetértés (volt Bp. Vörös Meteor), 4. OSC, 5. Bakony Vegyész, 6. Szolnoki MÁV, 7. Bp. Honvéd, 8. Haladás VSE
1972
1. BVSC, 2. VM Egyetértés, 3. Újpesti Dózsa, 4. Bp. Honvéd, 5. Bakony Vegyész, 6. OSC, 7. Szegedi Postás, 8. Szolnoki MÁV
1973
1. VM Egyetértés, 2. BVSC, 3. Újpesti Dózsa, 4. Bp. Honvéd, 5. OSC, 6. Bakony Vegyész, 7. BSE (volt Bp. Petőfi), 8. Szegedi Postás
1974
1. Újpesti Dózsa, 2. VM Egyetértés, 3. BVSC, 4. Bp. Honvéd, 5. OSC, 6. BSE, 7. Csepel SC, 8. Bakony Vegyész
1975
1. MTK-VM (volt MTK és VM Egyetértés), 2. BVSC, 3. Újpesti Dózsa, 4. OSC, 5. Vasas SC, 6. Bp. Honvéd, 7. BSE, 8. Csepel SC
1976
1. BVSC, 2. MTK-VM, 3. Újpesti Dózsa, 4. OSC, 5. Bp. Honvéd, 6. Vasas SC, 7. BSE, 8. KSI
1977
1. Újpesti Dózsa, 2. BVSC, 3. MTK-VM, 4. Vasas SC, 5. OSC, 6. Bp. Honvéd, 7. BSE, 8. Salgótarjáni Kohász
1978
1. Újpesti Dózsa, 2. MTK-VM, 3. BVSC, 4. OSC, 5. BSE, 6. Vasas SC, 7. Bp. Honvéd, 8. KSI
1979
1. MTK-VM, 2. BVSC, 3. Újpesti Dózsa, 4. OSC, 5. Vasas SC, 6. BSE, 7. Csepel SC, 8. Bp. Honvéd
1980
1. Újpesti Dózsa, 2. BVSC, 3. MTK-VM, 4. Vasas SC, 5. OSC, 6. Csepel SC, 7. Haladás VSE, 8. BSE
1981
1. Újpesti Dózsa, 2. MTK-VM, 3. BVSC, 4. Vasas SC, 5. OSC, 6. Bp. Honvéd, 7. Csepel SC, 8. Haladás VSE
1982
1. Vasas SC, 2. MTK-VM, 3. Újpesti Dózsa, 4. BVSC, 5. Bp. Honvéd, 6. OSC, 7. Csepel SC, 8. Salgótarjáni TC (volt Salgótarjáni Kohász)
1983
1. Újpesti Dózsa, 2. MTK-VM, 3. Vasas SC, 4. Bp. Honvéd, 5. OSC, 6. BVSC, 7. Csepel SC, 8. KSI
1984
1. MTK-VM, 2. Újpesti Dózsa, 3. Bp. Honvéd, 4. BVSC, 5. Vasas SC, 6. OSC, 7. Salgótarjáni Kohász (volt Salgótarjáni TC), 8. Csepel SC, 9. Szolnoki MÁV MTE (volt Szolnoki MÁV), 10. Universitas Pécsi EAC, 11. Bakony Vegyész, 12. KSI
1985
1. MTK-VM, 2. Újpesti Dózsa, 3. Bp. Honvéd, 4. Vasas SC, 5. OSC, 6. Csepel SC, 7. BVSC, 8. Salgótarjáni Kohász, 9. Universitas Pécsi EAC, 10. Székesfehérvári Ikarus SE, 11. Eger SE, 12. Szolnoki MÁV MTE
1986
1. MTK-VM, 2. Újpesti Dózsa, 3. Vasas SC, 4. Bp. Honvéd, 5. BVSC, 6. OSC, 7. Salgótarjáni Kohász, 8. Csepel SC, 9. Diósgyőri VTK, 10. Universitas Pécsi EAC, 11. Haladás VSE, 12. Székesfehérvári Ikarus SE
1987
1. MTK-VM, 2. Bp. Honvéd, 3. Újpesti Dózsa, 4. BVSC, 5. Vasas SC, 6. Csepel SC, 7. Salgótarjáni Kohász, 8. Tapolcai Bauxitbányász, 9. Diósgyőri VTK, 10. Universitas Pécsi EAC, 11. OSC, 12. Eger SE
1988
1. MTK-VM, 2. Újpesti Dózsa, 3. Vasas SC, 4. Bp. Honvéd, 5. BVSC, 6. Tapolcai Bauxitbányász, 7. Salgótarjáni Kohász, 8. Diósgyőri VTK, 9. Csepel SC, 10. Békéscsabai Előre Spartacus, 11. Pápai MÁV és Universitas Pécsi EAC
1989
1. MTK-VM, 2. Bp. Honvéd, 3. Újpesti Dózsa, 4. BVSC, 5. Salgótarjáni Kohász, 6. Vasas SC, 7. Csepel SC, 8. Diósgyőri VTK, 9. Tapolcai Bauxitbányász, 10. Békéscsabai Előre Spartacus és Eger SE
1990
1. Újpesti Dózsa, 2. MTK-VM, 3. BVSC, 4. Bp. Honvéd, 5. Vasas SC, 6. Tapolcai Bauxitbányász, 7. Salgótarjáni Kohász, 8. Diósgyőri VTK, 9. Pécsi EAC és OSC és Pápai MÁV
1991
1. Bp. Honvéd, 2. Újpesti TE (volt Újpesti Dózsa), 3. MTK (volt MTK-VM), 4. Vasas SC, 5. BVSC, 6. OSC, 7. Békéscsabai Előre VE (volt Békéscsabai Előre Spartacus), 8. Tapolcai Bauxit ISE (volt Tapolcai Bauxitbányász), 9. Viktória VE (volt Salgótarjáni Kohász), 10. Zalaegerszegi VE, 11. Diósgyőri VTK, 12. Pápai MÁV
1992
1. Bp. Honvéd, 2. MTK, 3. BVSC, 4. Újpesti TE, 5. Vasas SC, 6. Viktória VE, 7. Békéscsabai Előre VE, 8. Zalaegerszegi VE
1993
1. Bp. Honvéd, 2. MTK, 3. Újpesti TE, 4. BSE, 5. Vasas SC, 6. BVSC, 7. Viktória VE, 8. Zalaegerszegi VE, 9. OSC, 10. Diósgyőri VTK, 11. MEDOSZ Erdért SE, 12. Pécsi EAC, 13. Békéscsabai Előre VE, 14. Eger SE
1994
1. MTK, 2. Újpesti TE, 3. Bp. Honvéd, 4. Vasas SC, 5. BVSC, 6. Viktória VE, 7. OSC, 8. Diósgyőri VTK, 9. Zalaegerszegi VE, 10. Pécsi EAC
1995
1. MTK, 2. Bp. Honvéd, 3. Újpesti TE, 4. BVSC, 5. Vasas SC, 6. Csata DSE, 7. Zalaegerszegi VE, 8. Veszprém-Dózsavárosi DSE
1996
1. MTK, 2. Bp. Honvéd, 3. Újpesti TE, 4. BVSC, 5. Csata DSE, 6. Vasas SC, 7. OSC, 8. Csepel SC
1997
1. MTK, 2. Újpesti TE, 3. Bp. Honvéd, 4. Csata DSE, 5. BVSC, 6. Vasas SC, 7. Csepel SC, 8. OSC
1998
1. Bp. Honvéd, 2. MTK, 3. Újpesti TE, 4. Csepel SC, 5. BVSC, 6. Csata DSE, 7. OSC, 8. Gödöllői EAC
1999
1. Bp. Honvéd, 2. MTK, 3. Csata DSE, 4. Csepel SC, 5. BVSC, 6. Újpesti TE
2000
1. Bp. Honvéd, 2. MTK, 3. Csata DSE, 4. Csepel SC, 5. Újpesti TE, 6. OSC, 7. Gödöllői EAC, 8. Vasas SC
2001
1. Bp. Honvéd, 2. MTK, 3. Csata DSE-Csepel SC, 4. Gödöllői EAC, 5. Újpesti TE, 6. OSC
2002
1. Bp. Honvéd, 2. MTK, 3. Csata DSE-Csepel SC, 4. Újpesti TE, 5. BVSC, 6. Törekvés SE
2003
1. Bp. Honvéd, 2. MTK, 3. Csata DSE-Csepel SC, 4. Újpesti TE, 5. Törekvés SE, 6. BVSC
2004
1. Bp. Honvéd, 2. MTK, 3. Újpesti TE, 4. Csata DSE-Csepel SC, 5. BVSC, 6. Törekvés SE
2005
1. MTK, 2. Csata DSE, 3. Bp. Honvéd, 4. Újpesti TE, 5. Vasas SC, 6. BVSC
2006
1. Bp. Honvéd, 2. BVSC, 3. Újpesti TE, 4. Törekvés SE, 5. MTK, 6. Gödöllői EAC
2007
1. MTK, 2. Bp. Honvéd, 3. Újpesti TE, 4. Gödöllői EAC, 5. Csata DSE, 6. Törekvés SE, 7. BVSC, 8. OSC, 9. MTK II., 10. Zalaegerszegi VE
2008
1. Bp. Honvéd, 2. MTK, 3. Újpesti TE, 4. Csata DSE, 5. MTK II., 6. BVSC, 7. Törekvés SE, 8. Gödöllői EAC, 9. Zalaegerszegi VE
2009
1. Bp. Honvéd, 2. Törekvés SE, 3. Újpesti TE, 4. Csata DSE, 5. BVSC, 6. MTK, 7. Újpesti TE II., 8. Vasas SC
2010
1. Bp. Honvéd, 2. Törekvés SE, 3. Újpesti TE, 4. MTK, 5. Csata DSE, 6. MTK II.
2011
1. Bp. Honvéd, 2. Törekvés SE, 3. Újpesti TE, 4. Bp. Honvéd II., 5. MTK, 6. Vasas SC, 7. MTK II.
2012
1. Újpesti TE, 2. Bp. Honvéd, 3. Bp. Honvéd II., 4. Törekvés SE, 5. MTK, 6. Újpesti TE II., 7. Tus SBNK, 8. Terézvárosi DVE, 9. Budakalászi VSE, 10. Veszprém-Dózsavárosi DSE
2013
1. Bp. Honvéd, 2. Újpesti TE, 3. Terézvárosi DVE, 4. Bp. Honvéd II., 5. Törekvés SE, 6. Újpesti TE II., 7. MTK, 8. Terézvárosi DVE II., 9. Veszprém-Dózsavárosi DSE
2014
1. Bp. Honvéd, 2. Újpesti TE, 3. Törekvés SE, 4. Terézvárosi DVE, 5. Újpesti TE II., 6. MTK, 7. Bp. Honvéd II., 8. Budakalászi VSE, 9. Terézvárosi DVE II., 10. Hódmezővásárhelyi Csomorkány SE, 11. Veszprém-Dózsavárosi DSE
2015
1. Újpesti TE, 2. Bp. Honvéd, 3. Törekvés SE, 4. Terézvárosi DVE, 5. MTK, 6. Budakalászi VSE, 7. Újpesti TE II., 8. Terézvárosi DVE II., 9. Veszprém-Dózsavárosi DSE
2016
1. Bp. Honvéd, 2. Újpesti TE, 3. Terézvárosi DVE, 4. Törekvés SE, 5. MTK, 6. Bp. Honvéd II., 7. Budakalászi VSE, 8. Újpesti TE II., 9. Top Fitness SE, 10. Terézvárosi DVE II., 11. Szegedi Tudományegyetem VK, 12. Veszprém-Dózsavárosi DSE
2017
1. Törekvés SE, 2. Újpesti TE, 3. Bp. Honvéd, 4. Bp. Honvéd II., 5. MTK, 6. Ferencvárosi TC, 7. Budakalászi VSE, 8. Hódmezővásárhelyi Csomorkány SE, 9. Ferencvárosi TC II., 10. Szegedi Tudományegyetem VK, 11. Terézvárosi DVE
2018
1. Újpesti TE, 2. Törekvés SE, 3. Bp. Honvéd, 4. MTK, 5. Bp. Honvéd II., 6. Ferencvárosi TC, 7. Tus SBNK, 8. Ferencvárosi TC II., 9. Újpesti TE II., 10. Gödöllői EAC
2019
1. Újpesti TE, 2. Törekvés SE, 3. Bp. Honvéd, 4. MTK, 5. Ferencvárosi TC, 6. Hódmezővásárhelyi Csomorkány SE, 7. Tus SBNK, 8. Budakalászi VSE, 9. Ferencvárosi TC II.
2020
1. Törekvés SE, 2. Újpesti TE, 3. Bp. Honvéd, 4. Ferencvárosi TC, 5. Újpesti TE II., 6. Hódmezővásárhelyi Csomorkány SE, 7. Halásztelki BSE, 8. Tus SBNK, 9. Ferencvárosi TC II., 10. Bp. Honvéd II.
2021
1. Ferencvárosi TC, 2. Bp. Honvéd, 3. Törekvés SE, 4. Újpesti TE II., 5. Hódmezővásárhelyi Csomorkány SE, 6. Törekvés SE II., 7. Újpesti TE, 8. Halásztelki BSE, 9. Zalaegerszegi VE, 10. Ludovika SE, 11. Ferencvárosi TC II., 12. Szombathelyi Vívóakadémia SE
2022
1. Törekvés SE, 2. Bp. Honvéd, 3. Törekvés SE II., 4. Ludovika SE, 5. Ferencvárosi TC, 6. Halásztelki BSE, 7. Újpesti TE, 8. Bp. Honvéd II., 9. Ferencvárosi TC II.
2024
1. Bp. Honvéd, 2. Törekvés SE, 3. Ludovika SE, 4. Törekvés SE II., 5. Bp. Honvéd II., 6. Halásztelki BSE, 7. Hódmezővásárhelyi Csomorkány SE, 8. Zalaegerszegi VE, 9. Ferencvárosi TC, 10. Budakalászi VSE, 11. Ludovika SE II., 12. Halásztelki BSE II.